# 禾尼乡
禾尼乡，是中华人民共和国四川省甘孜藏族自治州理塘县下辖的一个乡镇级行政单位。

## 行政区划
禾尼乡下辖以下地区：
禾然色巴村、格者村、阿呷村、安久村、克日泽洼村、觉巴村、岭戈村、格苍村、安洼村、岭昌村和金青村。

## 交通
- 318国道过境